# Юречко Віталій Іванович
Юречко Віталій Іванович (24 вересня 1936, селище Онуфріївка, Онуфріївський район, Кіровоградська область — 5 вересня 2004) — український поет, дитячий письменник, прозаїк, перекладач, журналіст, член Національної спілки письменників України, лауреат літературних премій ім. В. Шутова, ім. Володимира Сосюри.

## З біографії
Закінчив Онуфріївську семирічку — 1950 р., Олександрійський культосвітній технікум — 1955 р., Харківський інститут культури — 1963 р., довгий час працював у Сибіру. 
З 1969 року Віталій Юречко жив і працював на Донецькому обласному телебаченні - старшим, головним редактором літературного мовлення. Певний час був редактором сатиричного журналу «Ё-моё!». Наприкінці 1990-х років створив телепередачу «Літературне перехрестя» та був її незмінним ведучим.
У 1986–1992 р. очолював обласне об'єднання літераторів при Донецькій письменницькій організації.

## Творчість
Видав 23 поетичні збірки: «Щасливої дороги»- 1962 р., «Гарбузенок» — 1968 р., «Зелений поїзд» — 1975 р., «Сонние сказки» — 1995 р. та інші.